# 廻廻奇譚/蒼のワルツ
『廻廻奇譚/蒼のワルツ』（かいかいきたん/あおのワルツ）はEveの1枚目のEP。 2020年12月23日にトイズファクトリーから発売された。

## 概要
前作『Smile』以来約10ヵ月ぶりのリリース、EP（ミニアルバム）としては2014年8月17日に自主制作で発売された『Wonder Word』以来約6年半ぶりである。
2020年12月16日に表題曲「蒼のワルツ」が先行配信された。
通常盤のジャケットイラストは前作以前同様イラストレーターのMahが手掛けている。
2020年12月19日にYouTubeにクロスフェードが公開された。
2022年3月16日にリリースされたアルバム『廻人』に「廻廻奇譚」「蒼のワルツ」「心海」が収録された。

## チャート成績
『廻廻奇譚/蒼のワルツ』は、初週35,040枚を売り上げ、オリコン週間アルバムチャートで初登場3位を記録。

## リリース・プロモーション
初回限定盤である呪術盤・ジョゼ盤、通常盤の3形態で発売。ジョゼ盤のタイトルは『蒼のワルツ/廻廻奇譚』となり、一部曲順が異なる。呪術盤には「胡乱な食卓 EXCLUSIVE LIVE 映像｣を収録したDVDが付属。ジョゼ盤にはグッズとして｢蒼の蓄光キーホルダー｣が付属している。また、全形態共通封入特典としてオンラインイベント「胡乱な円卓」に参加するためのシリアルコードが封入されている。更に2020年11月20日までに予約すると早期予約特典として「いのちの食べ方 Music Video DVD+オリジナルステッカー」を入手することが可能。
| 対象店舗                                            | 特典内容                                   |
| --------------------------------------------------- | ------------------------------------------ |
| アニメイト/アニメイトオンラインショップ             | 弾き語り音源CD(｢廻廻奇譚｣｢蒼のワルツ｣)     |
| Amazon.co.jp                                        | 缶バッジ                                   |
| TOWER RECORDSおよびTOWER mini、TOWER RECORDS ONLINE | オルゴールCD(｢廻廻奇譚｣｢蒼のワルツ｣｢心海｣) |
| HMV/HMV&BOOKS online                                | クリアファイル(A5サイズ)                   |
| ヴィレッジヴァンガード                              | 特典CD(ぼっちラジオ4)                      |
| TSUTAYA RECORDS                                     | ステッカーシート                           |
| 楽天ブックス                                        | クリアしおり                               |
| TOY’S STORE                                         | ジャケットステッカー(通常盤Ver.)           |
| 応援店                                              | 告知ポスター(B2サイズ)                     |

## ミュージック・ビデオ
蒼のワルツ
監督：依田伸隆  (10GAUGE) / アニメーション製作：株式会社ボンズ
映画『ジョゼと虎と魚たち』本編の映像が多数使用されている。2020年12月21日にYouTubeで公開された。

## 収録内容
| 全作詞: Eve。 |                |           |           |                |                                        |      |
| #             | タイトル       | 作詞      | 作曲      | 編曲           |                                        | 時間 |
| 1.            | 「廻廻奇譚」   | Eve       | Eve       | Numa           |                                        | 3:41 |
| 2.            | 「蒼のワルツ」 | Eve       | Eve       | Numa           | ストリングスアレンジ: きくお、有生ネネ | 4:37 |
| 3.            | 「心海」       | Eve       | Eve       | Numa           | ストリングスアレンジ: きくお           | 4:26 |
| 4.            | 「宵の明星」   | Eve       | Eve       | Numa           |                                        | 4:16 |
| 5.            | 「遊遊冥冥」   | Eve       | Eve       | Eve、Numa      |                                        | 3:29 |
| 6.            | 「約束」       | Eve       | Eve、Numa | Numa           |                                        | 4:12 |
| 7.            | 「杪夏」       | Eve       | Eve       | 有生ネネ、Numa |                                        | 4:04 |
| 合計時間:     | 合計時間:      | 合計時間: | 合計時間: | 合計時間:      | 28:50                                  |      |

| #         | タイトル       | 作詞  | 作曲・編曲 | 時間 |
| --------- | -------------- | ----- | ---------- | ---- |
| 1.        | 「蒼のワルツ」 |       |            | 4:37 |
| 2.        | 「心海」       |       |            | 4:26 |
| 3.        | 「廻廻奇譚」   |       |            | 3:41 |
| 4.        | 「宵の明星」   |       |            | 4:16 |
| 5.        | 「遊遊冥冥」   |       |            | 3:29 |
| 6.        | 「約束」       |       |            | 4:12 |
| 7.        | 「杪夏」       |       |            | 4:04 |
| 合計時間: | 合計時間:      | 28:50 |            |      |

| #  | タイトル                          | 作詞 | 作曲・編曲 |
| -- | --------------------------------- | ---- | ---------- |
| 1. | 「胡乱な食卓 EXCLUSIVE LIVE映像」 |      |            |

## タイアップ
| 年     | 楽曲       | タイアップ                             |
| ------ | ---------- | -------------------------------------- |
| 2020年 | 廻廻奇譚   | TVアニメ『呪術廻戦』オープニング主題歌 |
| 2020年 | 蒼のワルツ | アニメ映画『ジョゼと虎と魚たち』主題歌 |
| 2020年 | 心海       | アニメ映画『ジョゼと虎と魚たち』挿入歌 |

## クレジット
Eve - Vocal,Chorus
Numa - All Other Instruments
参加ミュージシャン
※曲順は呪術盤・通常盤のもの。
Guitar : 沼能友樹 (M1-7)
Drums : 堀 正輝 (M1,2)
Beat Programing : 堀 正輝 (M1-4) / TAKU INOUE (M1)
Strings : 美央 / 伊能修 / 菊池幹代 / 笠原あやの (M2)